# Хайлаканді
Хайлаканді (англ. Hailakandi) — місто на сході Індії, центр однойменного району в штаті Ассам. За даними 2010 року, населення складало 32840 осіб.

## Клімат
Місто знаходиться у зоні, котра характеризується вологим субтропічним кліматом. Найтепліший місяць — вересень із середньою температурою 27 °C. Найхолодніший місяць — січень із середньою температурою 17,2 °C.
| Клімат Хайлаканді       | Клімат Хайлаканді | Клімат Хайлаканді | Клімат Хайлаканді | Клімат Хайлаканді | Клімат Хайлаканді | Клімат Хайлаканді | Клімат Хайлаканді | Клімат Хайлаканді | Клімат Хайлаканді | Клімат Хайлаканді | Клімат Хайлаканді | Клімат Хайлаканді | Клімат Хайлаканді |
| Показник                | Січ.              | Лют.              | Бер.              | Квіт.             | Трав.             | Черв.             | Лип.              | Серп.             | Вер.              | Жовт.             | Лист.             | Груд.             | Рік               |
| Середній максимум, °C   | 24,1              | 26,1              | 30,1              | 31,1              | 30,7              | 29,7              | 29,8              | 30                | 30,3              | 29,6              | 27,3              | 24,8              | 28,6              |
| Середня температура, °C | 17,2              | 19,1              | 23,5              | 25,7              | 26,3              | 26,5              | 26,9              | 26,9              | 27                | 25,5              | 21,9              | 18,5              | 23,8              |
| Середній мінімум, °C    | 10,3              | 12                | 16,9              | 20,3              | 21,9              | 23,4              | 24,1              | 23,9              | 23,8              | 21,4              | 16,6              | 12,3              | 18,9              |
| Норма опадів, мм        | 12.6              | 40.1              | 96.3              | 237.9             | 454.4             | 660.8             | 556.2             | 484.9             | 336.5             | 209               | 45.7              | 7.3               | 3141.8            |
| ----------------------- | ----------------- | ----------------- | ----------------- | ----------------- | ----------------- | ----------------- | ----------------- | ----------------- | ----------------- | ----------------- | ----------------- | ----------------- | ----------------- |
| Джерело: Weatherbase    |                   |                   |                   |                   |                   |                   |                   |                   |                   |                   |                   |                   |                   |